# Chatan Yara
Chatan Yara (jap. 北谷 屋良, Kitae Yara; * ca. 1760 in Chatan, Königreich Ryūkyū (heute Japan); † 1812) war einer der ersten Kampfkunstexperten des Karate und Kobudo.

## Leben und Wirken
1772 fuhr er nach Fujian (China), um dort unter Wong Chung-Yoh die Kunst des Quanfa (Xingyi und Chi Kung) zu studieren. Außerdem erhielt er Unterricht in der Kunst des Bō und des chinesischen Schmetterlingsmessers. Er blieb 20 Jahre in China. Als er nach Okinawa zurückkehrte, fand er sein Land in misslichen Zuständen. Okinawa war China tributpflichtig und gleichzeitig von den Shimazu aus dem japanischen Satsuma besetzt. Es gab viele japanische Samurai, die plündernd umherzogen und den Okinawanern großen Schaden zufügten. Yara beschloss, die Einwohner seines Dorfes in seiner Kampfkunst zu unterrichten, doch die überarbeiteten Menschen hielten das Training nicht durch und bald hatte er keine Schüler mehr. Obwohl er nie mehr eine Schule eröffnete, zählt Yara zu den bedeutendsten Meistern der frühen okinawanischen Kampfkunst. Er gilt als der erste, der in der Kampfkunst das Prinzip des inneren Gleichgewichtes lehrte, und war damit der Begründer des Konzeptes der „inneren Stärke“ (Chi), das nach ihm von Higaonna Kanryō und Miyagi Chōjun im Naha-te verbreitet wurde. Die okinawanischen Begriffe Reimyo Tode und Shimpi Tode entstammen seiner Zeit. Yara hielt sich in seinem weiteren Leben vom Kampfkunstgeschehen Okinawas fern. Er war nicht nur einer der ersten, sondern auch einer der großen Kampfkunstmeister Okinawas, doch auf ihn trifft am besten die Bezeichnung Kage deshi (Schüler im Schatten) zu. Er war der offizielle Nachfolger (Uchi deshi) von Kushanku, der auch Sakugawa unterrichtete. Über Yara verbreitete sich die ursprüngliche Kushanku Kata (Chatan Yara no Kushanku), die später hauptsächlich über Kyan Chotoku überliefert wurde. Sein weiteres Leben ist in Geheimnisse gehüllt.
Von ihm entwickelte Kata
Chatan Yara no Tonfa, Chatan Yara no Kon, Chatan Yara no Sai.